# Arie Griffioen
Arie Griffioen (Abcoude, 26 september 1953) is een Nederlands politicus en registeraccountant. Sinds 13 juni 2023 is hij lid van de Eerste Kamer der Staten-Generaal voor de BoerBurgerBeweging (BBB), en sinds 30 mei 2023 is hij duo-commissielid in de Noord-Hollandse Provinciale Staten. Eerder was hij van november 2021 tot maart 2022 voorzitter van de lokale politieke partij Zandvoort Echt Eén (ZEE).

## Politieke loopbaan

### Zandvoort Echt Eén
Griffioen begon zijn politieke loopbaan nadat hij als accountant met pensioen gegaan was. Hij was in 2021 een van de oprichters van de Zandvoortse lokale politieke partij ZEE en zou daarvan voorzitter worden. De partij haalde bij de gemeenteraadsverkiezingen van maart 2022 een zetel in de Zandvoortse gemeenteraad. Deze viel volgens de kieswet toe aan lijsttrekker Mirko Gerrits. Griffioen vond met enkele andere partijleden dat Gerrits de zetel moest opgeven waarna hijzelf, als tweede op de kandidatenlijst, deze zou kunnen gaan bezetten. Ook deelde hij via een persbericht dat Gerrits uit de partij was gezet door het bestuur. Dit bleek uiteindelijk niet zo te zijn. Gerrits gaf de zetel niet op en Griffioen werd vervolgens uit het ZEE-bestuur gezet en verliet samen met vier anderen de partij.

### BoerBurgerBeweging
Griffioen was bij de Provinciale Statenverkiezingen van maart 2023 de nummer 7 van de BoerBurgerBeweging. Deze partij haalde acht zetels, maar Griffioen besloot zijn zetel niet in te nemen. Hij zou wel vanaf 30 mei dat jaar duo-commissielid worden. Ook was Griffioen de nummer 11 op de lijst voor de Eerste Kamerverkiezingen van mei dat jaar, waardoor hij op 13 juni lid van de Eerste Kamer werd. Daar zit hij in de commissies voor Financiën, Immigratie en Asiel, Justitie en Veiligheid en Sociale Zaken en Werkgelegenheid.